# Taleporia aethiopica
Taleporia aethiopica är en fjärilsart som beskrevs av Embrik Strand 1911. Taleporia aethiopica ingår i släktet Taleporia och familjen säckspinnare. Inga underarter finns listade i Catalogue of Life.